# 激浪青春
《激浪青春》（英語：Breaking The Waves），由吴宇森监制、梁柏坚执导，由陳喬恩、黃曉明、黃軒、曾志伟、卲兵、董璇、于小偉、謝晶晶、吳辰君领衔主演的青春爱情电影，此片為第十六屆亞運會亞運電影獻禮片。

## 演員陣容

### 主要角色
| 演員   | 角色   | 介紹     |
| 陳喬恩 | 阮小月 | 麻辣教師 |
| 黃曉明 | 何天華 | 小月男友 |
| 曾志偉 |        | 鬼馬会長 |
| 卲 兵  | 黄 安  |          |
| 董 璇  | 张瑶瑶 | 貼心閨密 |
| 于小偉 | 游 杰  | 癡情教練 |
| 黃 軒  | 赵家丰 | 叛逆少年 |
| 吳辰君 |        |          |
| 張山   |        | 村長     |
| 尹航   | Super  |          |
| 孫志翔 | 錢景   |          |

## 亞運獻禮
黄晓明陈乔恩领衔主演的青春勵志電影《激浪青春》是爲亞運會獻禮的作品：
2010年7月2日，經過一年籌備後，《激浪青春》在北京釣魚台國賓館舉行開機儀式。
2010年8月24 日，在北京殺青。
2010年11月，影片在廣州點映，亞組委領導、廣州市政府領導、制片方領導、亞運會志願者領導、亞運會志願者代表、全國各地粉絲代表、數十家媒體齊聚壹堂，觀賞電影。
2012年，《激浪青春》獲米蘭國際體育電影電視節全球總決賽特備推薦。
2014年，電影6月公映，被推遲四年公映，原因不明。